# Taina Tervonen
Taina Tervonen, née en 1973, est une journaliste, autrice de non-fiction, réalisatrice de documentaires et traductrice. Elle écrit en français et en finnois, sa langue maternelle.

## Biographie
Taina Tervonen est née en Finlande en 1973. De 1980 à 1988, elle grandit au Sénégal, d’abord à Saint-Louis puis à M’bour, suivant ses parents missionnaires protestants. 
Depuis 1999, elle travaille en tant que journaliste indépendante pour la presse francophone et finlandaise. Elle s’intéresse aux thématiques de la famille homoparentale, des migrations, des sociétés post-conflit et des restitutions de biens culturels africains. Son travail prend souvent la forme d’enquêtes au long cours. 
Au début des années 2000, elle travaille sur les parentalités homosexuelles pour le magazine Têtu. Elle étudie aussi la question migratoire et les rapports Nord-Sud pour le magazine trimestriel finlandais Maailman Kuvalethi. De 1997 à 2009, elle chronique l’actualité littéraire africaine pour la revue Africultures et réalise des entretiens avec des écrivaines comme Fatou Diome, Michèle Rakotoson ou Véronique Tadjo. 
En 2011, elle publie son premier ouvrage en français en collaboration avec la photographe Zabou Carrière, Fils de… Trente portraits de fils et de filles de parents homosexuels. Sur le même thème de l’homoparentalité et de la filiation, elle réalise en 2013 avec Charlotte Planche Alberomio - Mon arbre, un webdocumentaire diffusé par Mediapart. Ces deux travaux donnent la parole à des enfants de couples homosexuels, dans le contexte du débat autour du mariage entre personnes de même sexe en France. Engagée dans la défense des droits des homosexuelles, elle est signataire d’une tribune de militantes et personnalités lesbiennes en faveur de la Procréation médicalement assistée (PMA) et de la présomption de parenté pour les couples de même sexe, parue en 2012 dans Libération. En 2014, elle signe également le manifeste des 343 "fraudeuses" paru dans le même quotidien, réclamant l'ouverture de la PMA à toutes les femmes.
En 2013, elle collabore avec le photographe Baptiste Lignel pour l’ouvrage Face à la vie - 1 an à Garches. Elle y recueille des témoignages sur le parcours de trois patients du service d’oncologie pédiatrique de l’hôpital Raymond Poincaré à Garches. 
Parallèlement, à partir de 2010, elle entame un travail sur la question des familles de victimes de crimes de guerre en ex-Yougoslavie, plus précisément en Bosnie-Herzégovine. En 2012, elle réalise avec Zabou Carrière et Jean-Baptiste Delpias le web documentaire Trnopolje, un été oublié. Le film est consacré à l’école du village de Trnopolje, transformée en camp d’internement au début de la guerre en Bosnie en 1992. Il interroge le difficile rapport des populations locales à la mémoire de ce lieu. Pendant dix ans, elle se rend régulièrement en Bosnie pour enquêter sur les processus de reconnaissance des cadavres non-identifiés des victimes de la guerre entre 1992 et 1995, notamment autour du charnier de Tomašica, au nord-ouest du pays. Cette enquête donne lieu en 2020 à un film documentaire intitulé Parler avec les morts, sélectionné la même année au festival Cinéma du Réel, puis en 2021, au récit Les Fossoyeuses aux Éditions Marchialy. Elle reçoit pour cet ouvrage le prix Jan Michalski de littérature en 2022.  
À partir de 2015, elle enquête pour Les Jours sur les migrants noyés lors de leur traversée de la mer Méditerranée. Sa série d'articles intitulée "Les Disparus" lui vaut d'obtenir en 2019 le prix Louis-Weiss du journalisme européen dans la catégorie reportage, ainsi qu'une mention honorable du prix True Story Award. Ce même sujet donne lieu à deux ouvrages en 2019 : Au pays des disparus chez Fayard et Hukkuneet chez Kustantamo S&S qui reçoit le prix Finlandia pour la non-fiction la même année. En 2021, elle poursuit son travail sur le même thème avec sa série "Pendre la mer" pour Les Jours. Depuis le Sénégal, elle interroge les motivations des migrants et les ressentis des populations restées sur place. 
En 2021, dans Les otages. Contre-histoire d'un butin colonial, Tervonen aborde la question des restitutions des biens culturels africains en écrivant l’histoire du trésor de Ségou dont s’empare le colonel français Louis Archinard en 1890, lors de la chute de la capitale de l’Empire toucouleur. Elle étudie le parcours de ce butin colonial qui rejoint les réserves des musées français, jusqu’à la restitution en 2018 du sabre du chef El Hadj Oumar Tall, aujourd’hui conservé au Musée des civilisations noires de Dakar. 
Après plusieurs reportages pour La Revue Dessinée en collaboration avec le dessinateur Jeff Pourquié,, elle signe avec ce dernier l’ouvrage À qui profite l’exil ? en 2023. Cette bande dessinée met en lumière les bénéfices financiers liés à la gestion et à la politique de fermeture des frontières extérieures européennes, en décrivant par exemple les profits générés par les entreprises privées chargées de la surveillance des frontières ou le rôle des travailleurs sans-papiers dans le fonctionnement de l’économie des pays de l'Union Européenne. 

## Publications
- Fils de... : Trente portraits de fils et de filles de parents homosexuels, Paris, Trans Photographic Press (avec des photographies de Zabou Carrière), 2011, 96 p. (ISBN 9782913176928)[37].
- Face à la vie : 1 an à Garches, Paris, Otra Vista (avec des photographies de Baptiste Lignel), 2013, 304 p. (ISBN 9782954383903)[16].
- Au pays des disparus : PM390047, un mort en Méditerranée, Paris, Fayard, 2019, 256 p. (ISBN 9782213712390)[26].
- (fi) Hukkuneet, Helsinki, S&S, 2019, 200 p. (ISBN 9789515247063)[27].
- Les fossoyeuses, Paris, Marchialy, 2021, 300 p. (ISBN 9782381340142)[38].
- Les otages : Contre-histoire d'un butin colonial, Paris, Marchialy, 2022, 300 p. (ISBN 9782381340302)[39].
- À qui profite l'exil ? : Le business des frontières fermées, Paris, Delcourt (avec des dessins de Jeff Pourquié), 2023, 176 p. (ISBN 9782413078890)[40].

## Filmographie
- Trnopolje, un été oublié, écrit et réalisé avec Zabou Carrière et Jean-Baptiste Delpias, Zaradoc Films, 2012, 52 min[17].
- Parler avec les morts, TS Productions et Delphine Morel, 2020, 67 min[41].

## Webdocumentaire
- Alberomio - Mon arbre, animations par Charlotte Planche, Let's Pix, 2013[42].